# Giimbiyu jezici
Giimbiyu jezici (prije nazivana Mangerrijski jezici; Mangerrian),  malena porodica australskih jezika sa Sjevernog teritorija, Australija. 
Pripadala su joj (3), danas izumrla jezika, to su: erre [err], zapadno od Oenpellija, oko East Alligatora; mangerr [zme], u području Oenpelli, Arnhem Land; urningangg [urc], s gornjih pritoka Alligatora.

## Vanjske poveznice
- Ethnologue (14th)
- Ethnologue (15th)